# Дубова (притока Тилігулу)
Дубова — річка в Україні, у межах Березівського району Одеської області. Права притока Тилігулу.
Бере початок з двох безіменних струмків (правий — у с. Нова Григорівка, лівий — у с. Преображенка), що зливаються у селі Жукове. Далі тече на південний схід через село Красне, в пригирловій частині робить поворот на північ та впадає у Тилігул за 52 км від гирла у селі Демидове.
Довжина річки — 29 км., площа басейну — 201 км², похил 4,2 м/км. Майже по всій довжині пересихає, верхня течія найбільш маловодна. Долина порізана ярами та вимоїнами, є ставки. У річку впадають балки, найбільша — Павлова.